# Backhousia bancroftii
Backhousia bancroftii är en myrtenväxtart som beskrevs av Frederick Manson Bailey och Ferdinand von Mueller. Backhousia bancroftii ingår i släktet Backhousia och familjen myrtenväxter. Inga underarter finns listade i Catalogue of Life.